# Angelo Motta

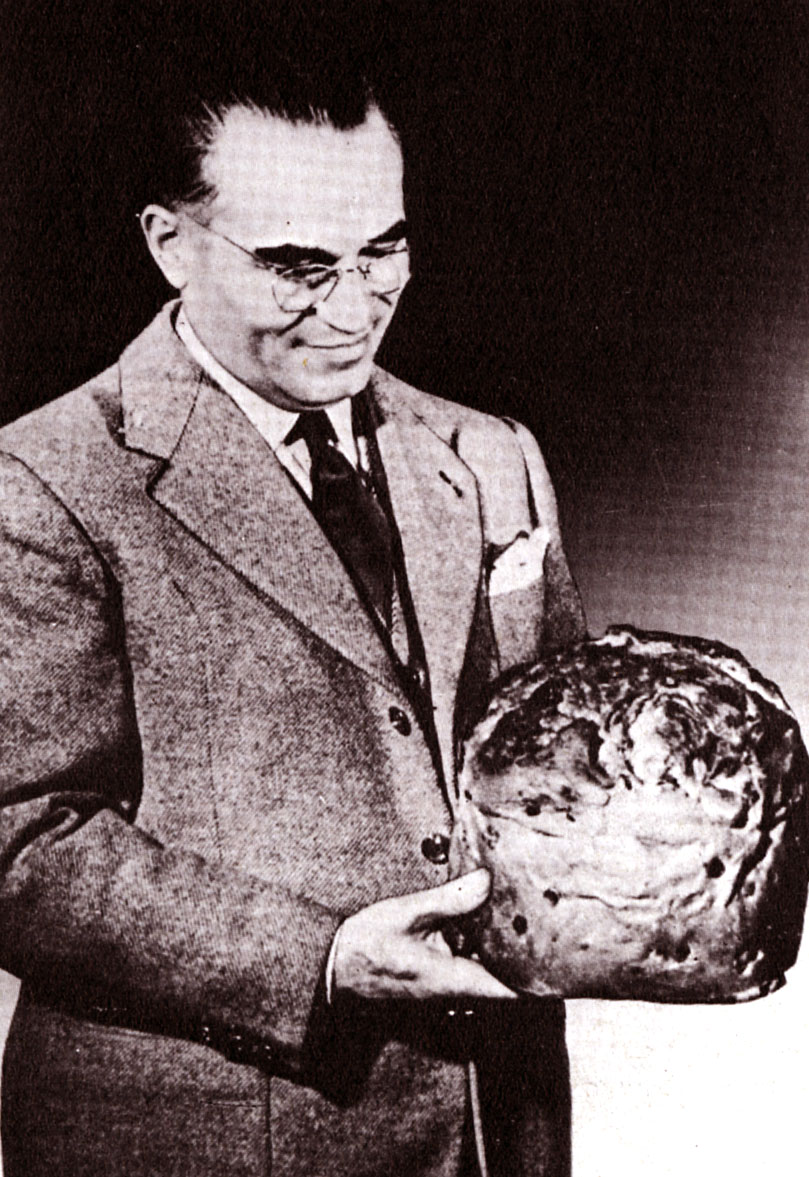
Angelo Motta im 1935

Angelo Motta (* 8. September 1890 in Gessate; † 26. Dezember 1957 in Mailand) war ein italienischer Unternehmer. Er ist der Gründer des italienischen Lebensmittelsunternehmens Motta, das 1993 von Nestlé gekauft wurde.

## Leben
Schon als Jugendlicher begann er in einer Bäckerei zu arbeiten. Anfang des 20. Jahrhunderts zog Motta nach Mailand, wo er im Jahre 1919 seine erste Bäckerei betrieb. Motta war einer der ersten industriellen Hersteller des Weihnachtsgebäcks Panettone. 1948 begann er mit seinem Unternehmen Eis zu produzieren. Das denkmalgeschützte Gran Café in Zürich wurde nach dem Vorbild der ersten Motta Caffè Bar Milano von 1928 umgestaltet und unter dem Namen Gran Café Motta im Mai 2010 wiedereröffnet.